# 龙尼·哈里斯
龙尼·哈里斯（英語：Ronnie Harris，1948年9月3日—），生于俄亥俄州坎顿，美国男子拳击运动员。他曾代表美国参加1968年夏季奥林匹克运动会拳击比赛，获得男子轻量级金牌。